# Carrer d'Arnau d'Oms
El carrer d'Arnau d'Oms és un carrer de Barcelona que es troba als districtes de Nou Barris i (testimonialment) Sant Andreu. Té uns cinc cents metres de llargada i fou inaugurat l'any 1929. Està dedicat a Arnau d'Oms, senyor d'Oms i varvassor de Montescot, un noble rossellonès de l'edat mitjana.
Segueix el traçat de la Ronda del Mig, malgrat que no té el format d'autopista urbana que caracteritza altres trams d'aquesta via. Comença com a continuació del carrer de Ramon Albó, a partir de l'encreuament amb el carrer de Felip II. Aquí hi ha l'única illa del carrer que forma part del districte de Sant Andreu, al barri del Congrés, i també és on comença la numeració de les cases. Segueix en direcció nord travessant el barri de Vilapicina i, després del passeig de Fabra i Puig, el barri de Porta fins a la placeta de Rafaela Serrano on acaba. Des d'allà, el carrer continua sota el nom de carrer de Piferrer.